# Cusino
Cusino é uma comuna italiana da região da Lombardia, província de Como, com cerca de 260 habitantes. Estende-se por uma área de 9 km², tendo uma densidade populacional de 29 hab/km². Faz fronteira com Carlazzo, Garzeno, Grandola ed Uniti, San Bartolomeo Val Cavargna.

## Demografia
| Variação demográfica do município entre 1861 e 2011                               |
|                                                                                   |
| Fonte: Istituto Nazionale di Statistica (ISTAT) - Elaboração gráfica da Wikipedia |